# 里亞博科涅韋 (阿爾布津卡區)
48°6′37″N 31°18′37″E / 48.11028°N 31.31028°E
里亞博科涅韋（烏克蘭語：Рябоконеве）是位於烏克蘭南部尼古拉耶夫州裏五一城區的村莊，始建於1880年，面積3.12平方公里，海拔高度140米，2001年人口476，人口密度每平方公里152.5人。